# Lebeda intermedia
Lebeda intermedia là một loài bướm đêm thuộc họ Lasiocampidae. Nó được tìm thấy ở Borneo, Sumatra và bán đảo Mã Lai.
Sải cánh dài 33 mm đối với con đực và 49 đối với con cái
Ấu trùng ăn Theobroma.